# Јевта Савић-Чотрић
Јевта Савић Чотрић (Тршић око 1767. — Шабац, 1820. или 1821) био је српски политичар, народни вођа, трговац, члан совјета Правитељствујушчег и дипломата из доба Првог и Другог српског устанка. Био је рођак Вука Караџића и уз њега се Вук "почео учити књизи“. Био је Карађорђев човек од поверења јер му је поверио више преговора са турцима, склапање споразума, управу над Кладовом, чланство у совјету и друго. Везе између њих потичу јер су обојица пре устанка били велики трговци. 

## Порекло
Био је трећебратучед са Вуком Караџићем (заједнички чукундеда Митар Караџић). Јевтин деда који се звао Спасоје Караџић Чотра се доселио из Дробњака из села Петнице у Тршић и имао је сина Саву по којима је Јевта преузео оба презимена Савић и Чотрић. Презиме Савић се није више користило у наследном потомству и означавало је само Јевтиног оца Саву када се он потписивао у препискама и уговорима, док је презиме Караџић занемарено.

## Биографија
Јевта Савић Чотрић био је угледан и уважен човек и пре устанка, бавио се трговином те је тако због великог искуства са трговинским трансакцијама научио да барата са читањем и писањем и био најписменији србин али није познавао ни један страни језик. Са Антом Богићевићем, с Карађорђевим одобрењем, склопио је познати уговор с Мехмед-капетаном Видајићем о аутономији Јадра и Рађевине 1804. године што га је сврстало као првог српског дипломату у модерној српској историји који је склопио уговор са неком државом пре формирања Правитељствујушчег совјета. Уговор је подразумевао безбедну зону где Турска војска није смела наступати да би угушила устанак већ своје ратне операције планирати северније у Мачви. Заузврат срби из Јадра и Рађевине су морлали плаћати порез Мехмед-капетану Видајићу и не сврставати се међу устанике.
У Смедереву је 25. Новембра 1805. био потписник принадлежности које Правитељствујушчи совјет може да има чиме је истовремено ограничена моћ и Карађорђа и чланова совјета .
Године 1807. изабран за члана Правитељствујушчег совјета у Београду и био његов најмлађи члан. У његовој кући Иван Југовић је отворио Велику школу. Био је члан Правитељствујушчег совјета  и у другом његовом сазиву од 1808. године где је био представник Соколске нахије. Године 1812. постављен је за старешину Кладова и Брзе Паланке. Са Турцима је о миру безуспешно преговарао 1813. године у Нишу, а потом у Софији. 
Након пропасти устанка прешао је са многим избеглицама у Срем. Са протом Матејом Ненадовићем 1814. године у Бечу је "излазио пред аустријског цара те молио да би се учинила каква год олакшица народу у Србији“.
Вратио се у Србију 1815. најпре у Београд и касније настанио у Шапцу где је и умро 1820. или 1821. године. Сахрањен је у породичној гробници на шабачком гробљу. Након повратка у Србију као "бивши Карађорђев човек" није био погодан код Милоша Обреновића да обавља државне послове па се у Шапцу обрео као човек који је водио свој приватан живот.
Знао је /Јевта/ писати и читати боље од свију попова и калуђера и многијех старјешинских писара по Србији, и од самога Карађорђијева првог секретара, Јанићија Димитријевића.— Вук Караџић

## Задужбинар
Након одлуке Правуљтествујушчег совјета о формирању прве високе школе у Србији, Јевта је даровао Србији своју кућу у Београду на Дорћолу у делу који се зове Зерек у којој је отворена Велика школа, прва институција те врсте у Србији, претеча универзитета. Налазила се у улици Господар Јевремовој 22. Кућа и данас постоји и заштићена је законом. То није кућа у којој се данас налази Музеј Вука и Доситеја која је такође била Велика школа већ кућа преко пута ње. Јевтина кућа је прва која је била школа. Како је временом број ученика растао, Велика школа се преселила у већу кућу преко пута која је данас позната као музеј Вука и Доситеја која је такође заштићена законом.